# Săpânța
Săpânța is een Roemeense gemeente in het district Maramureș. Săpânța telt 3336 inwoners. Het kerkhof rondom de Kerk van de Geboorte van de Maagd Maria staat bekend om de vrolijk beschilderde houten grafkruisen. Deze traditie zou begonnen zijn door Stan Ioan Pătraș. Hij heeft ook zijn eigen graf gemaakt.